# Scleromystax salmacis
Scleromystax salmacis är en fiskart som beskrevs av S.John Britto och Roberto Esser dos Reis 2005. Scleromystax salmacis ingår i släktet Scleromystax och familjen Callichthyidae. Inga underarter finns listade i Catalogue of Life.